# Truppe für Operative Kommunikation

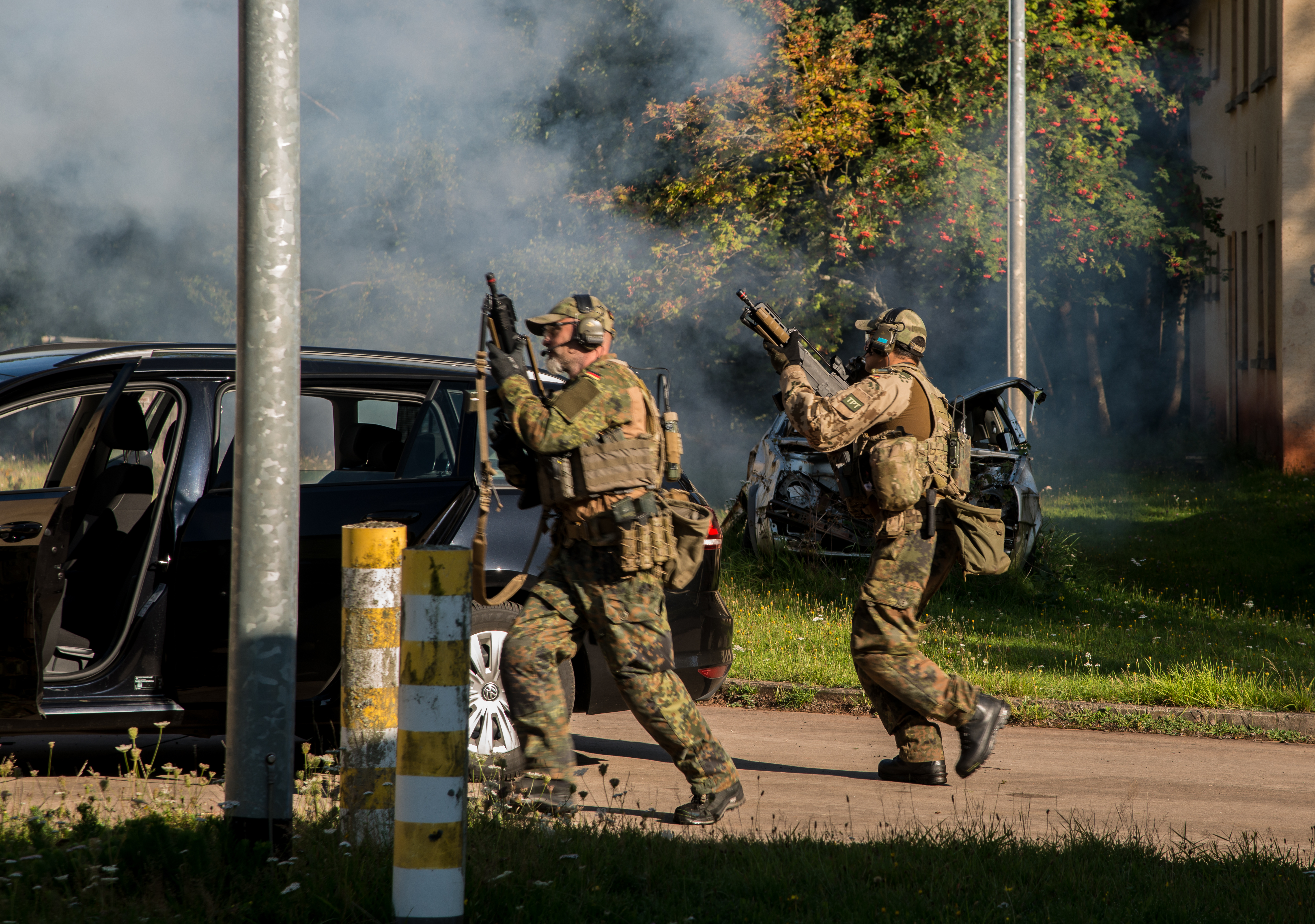
Soldaten des Zentrums für Operative Kommunikation der Bundeswehr bei einer Übung in Baumholder im August 2017

Die Truppe für Operative Kommunikation, abgekürzt OpKom, ist eine Truppengattung des Cyber- und Informationsraums der Bundeswehr, die im Falle der Landes- und Bündnisverteidigung dem Heer zugeordnet wird. Hauptauftrag ist die Beeinflussung des Verhaltens und der Einstellung feindlicher Streitkräfte, Konfliktparteien sowie ausländischer Zivilbevölkerung mit kommunikativen Mitteln, um eigene militärische Operationen zu erleichtern.
Gemäß ihren sich ändernden Auftragsschwerpunkten bezeichnete sich die ursprünglich im Heer angesiedelte Truppengattung zunächst als Truppe für Psychologische Kampfführung (kurz PSK), später als Truppe für Psychologische Verteidigung (kurz PSV), bis 2013 als Truppe für Operative Information (kurz OpInfo).

## Auftrag
Operative Kommunikation (OpKom) ist der heute von der Bundeswehr verwendete Begriff für die Psychologische Kriegführung. Letzterer wird wie der zwischenzeitlich genutzte Name Psychologische Verteidigung und Operative Information nicht mehr benutzt. Der Grund dafür ist, dass sich heute der Einsatz von Militärmacht nicht nur auf Ebenen des unmittelbaren kriegerischen Konfliktes bewegt, sondern häufig auch zur Befriedung oder Stabilisierung in Spannungs- oder Konfliktgebieten dient (z. B. in UN-Missionen). Außerdem erhebt die Bundeswehr für sich den Anspruch, keine unwahren Informationen zu verbreiten. Sie versucht jedoch, durch selektive Information Meinungen zu beeinflussen. Wichtigste Unterscheidung im Selbstverständnis der Operativen Kommunikation der Bundeswehr zum Prinzip der psychologischen Kriegführung ist also die Tatsache, dass die OpKom, will sie langfristig funktionieren, nur nachprüfbare Informationen verbreiten soll. Ansonsten, so die offizielle Doktrin der Bundeswehr, würde sie, und mit ihr auch die gesamten Streitkräfte im Einsatzland, ihre Glaubwürdigkeit verlieren.
Im NATO-Sprachgebrauch haben sich die Begriffe Psychological Operations (PSYOPS) sowie Cognitive Warfare durchgesetzt. Diese sind Parallelverfahren zu MEDIAOPS (Media Operations), worunter im zivilen Sprachgebrauch Public Relations/Medienarbeit zu verstehen ist. PSYOPS und MEDIAOPS sind in einigen Einsatzgebieten Teilgebiete von INFOOPS (Information Operations). Hierbei handelt es sich um ein übergreifendes Konzept, welches in den sogenannten Informationsraum wirken soll und alle Fähigkeiten, die darin zur Wirkung kommen, koordiniert.

### Zielgruppen
Zielgruppen werden bei internationalen Einsätzen auf NATO-Ebene abgestimmt und durch das NAC sowie die nationalen Autoritäten freigegeben. Änderungen daran bedürfen der erneuten internationalen Abstimmung. In den aktuellen Auslandseinsätzen der Bundeswehr wirkt die Operative Kommunikation auf die Menschen in den Einsatzgebieten ein, mit dem Ziel, durch Information den Abbau der Spannungen und Feindseligkeiten zu fördern, sowie ein für Friedensschlüsse günstiges Klima herzustellen. Für den Auslandseinsatz gilt: Die Zielgruppe(n) wird in der jeweiligen Einsatzbefehlsgebung durch ACO (Allied Command For Operations, vormals SHAPE) veröffentlicht und für alle multinational eingesetzten Einheiten damit verbindlich.
Für den Verteidigungsfall in Deutschland gilt: Die Zielgruppe der OpKom wird direkt durch den Deutschen Bundestag festgelegt.
Verboten ist den deutschen Truppen grundsätzlich:
- im Inland die Beeinflussung der eigenen Soldaten, der deutschen Bevölkerung und die von verbündeten Streitkräften und der Medien
- im Auslandseinsatz zusätzlich die Beeinflussung sämtlicher verbündeter Streitkräfte und der internationalen Medien.

## Geschichte
Bereits kurz nach Gründung der Bundeswehr 1955 befasste man sich schon 1957 damit, eigene Kräfte für die sogenannte „Psychologische Kampfführung“ (PSK) aufzustellen. Die konkrete Planung dazu fand ab 1958 statt und 1959 wurde die PSK-Truppe letztlich aufgestellt. Am Standort Andernach wurde mit technischer Unterstützung des Südwestfunks eine Rundfunkredaktion, eine Senderkompanie, eine Fernmeldekompanie sowie ein Druckereizug, der 1966 nach Adenau ausgelagert wurde, betrieben. In der Redaktion wurden Rundfunkbeiträge erarbeitet, unter anderem auch die Betreuungssendungen für im Ausland stationierte Soldaten der Bundeswehr. Die Senderkompanie bestand aus einem UKW-Senderzug und einem Mittelwellensenderzug. Die Sender waren alle auf LKW verlastet und vollkommen mobil einsetzbar. Zur Verbindung zwischen Redaktion und Sender bestand eine Fernmeldekompanie mit Richtfunkanlagen zur Übertragung des zu sendenden Programms. Ab 1970 erfolgte die Umbenennung in „Psychologische Verteidigung“ und 1971 die Gründung eines Schwesterbataillons in Clausthal-Zellerfeld. Noch bis 1972 wurden in erster Linie von dort aus echte Einsätze insbesondere mit Wasserstoffballons an der innerdeutschen Grenze gefahren.
Während des Kalten Kriegs wurde in der Bundesrepublik von Franz Josef Strauß das Referat für Psychologische Kampfführung der Bundeswehr eingerichtet. Die offizielle Aufgabe bestand darin, auf Zeitschriften der DDR zu reagieren, die vor Bundeswehrkasernen verteilt wurden.
Nach Einstellung dieser Einsätze entstand 1974 „Radio Andernach“ aus Andernach und 1982 „Radio Oberharz“ aus Clausthal-Zellerfeld (CLZ) als Betreuungssender für deutsche Soldaten im Ausland. Die Druckereizüge wurden nun vermehrt wie zivile Druckereien eingesetzt und produzierten nur noch bei größeren Übungen Flugblätter und Plakate für den virtuellen Ernstfall. Der Mittelwellensender der Senderkompanie leistete mehrmonatige Amtshilfe für die Deutsche Bundespost an den Standorten Nordkirchen und Trebgast/Lindau, als neu vergebene Frequenzen für den Deutschlandfunk durch Sendungen zu belegen waren. Nach Anpassung an die Heeresstruktur 4 im Jahr 1981 wurde der Mittelwellensender zum PSV-Bataillon 800 nach CLZ verlegt. Das PSV-Btl 850 in Andernach bekam eine neue MW-Senderanlage. Ab dieser Angleichung gehörten die Bataillone 800 (CLZ), 850 (Andernach) und 851 (Adenau) nun zur Fernmeldetruppe. 1986 erfolgte der Umzug der PSV-Schule von Euskirchen nach Waldbröl. Im Jahr darauf wurde die Verlegung des PSV Bataillon 800 beschlossen, die 1989 angesichts des bevorstehenden Mauerfalls mit der Auflösung des Bataillons endete. Damit endet auch „Radio Oberharz“.
1990 wurden die verbleibenden Einheiten erneut umbenannt, diesmal in Operative Information, womit der Begriff der operativen Information erstmals offiziell benutzt wurde. Es folgten verschiedene unterstützende Einsätze im Rahmen von UN- und NATO-Missionen in Somalia (1993/94), auf dem Balkan (1995–2000) insbesondere in Bosnien-Herzegovina (1997) und im Kosovo (1999/2000), sowie in Afghanistan (2001) und im Kongo (2006).
Seit 2004 gehört zu den Aufgaben die so genannte NATO Response Force und im Jahr 2005 wurden unter Mitwirkung von ZOpInfo die so genannten EU Battlegroups aufgebaut. Nach dem Umstieg des Ballonzugs von Wasserstoff auf Helium im Jahre 2007 erfolgte 2008 die Schließung des Standortes Adenau.
Auflösung der Truppengattung zum Jahresende 2013 und Neuaufstellung zum 1. Januar 2014 des „Zentrum für Operative Kommunikation der Bundeswehr“ (ZOpKomBw) aus dem „Zentrum für Operative Information der Bundeswehr“. Das dem Zentrum für Operative Information bisher unterstellten Bataillon für Operative Information 950 (OpInfoBtl 950) in Koblenz wurde zeitgleich mit der Neuaufstellung aufgelöst und das Personal zum Zentrum für Operative Kommunikation der Bundeswehr überführt.
Teilweise waren die OpInfo-Kräfte Teil des Stabes des nun aufgelösten Fernmeldekommandos 900/Führungsunterstützungsbrigade 900 in Rheinbach (nämlich der 1991 aufgestellte Spezialstab ATV FmTr OpInfo). Es gab jedoch zeitweise auch eigene OpInfo-Bataillone (FmBtl 950 OpInfo / OpInfoBtl 950, damals in Andernach/Neuwied und Mayen).

## Organisation

### Einordnung
Die Truppe für Operative Kommunikation ist eine eigene Truppengattung der Bundeswehr, deren Soldaten heute fast ausschließlich Teil der Streitkräftebasis sind. Bis vor wenigen Jahren gehörte sie zur Fernmeldetruppe des Heeres. Im Heer waren sie Teil der Führungstruppen. Bei der Überstellung zur Streitkräftebasis hat die Streitkräftebasis das aus dem Heer stammende Konzept der Truppengattungen fortgeführt. Daher werden streng genommen aber nur Heeresuniformträger zur Truppe für Operative Kommunikation gezählt, obwohl im Zentrum Operative Kommunikation der Bundeswehr auch Soldaten in den Uniformen anderer Teilstreitkräfte dienen.
Hinsichtlich (Funk-)Technik und Einsatzverfahren ergeben sich Überschneidungen zur Fernmeldetruppe. Im Zuge der Wandlung der Truppe für Operative Information zur Truppe für Operative Kommunikation, der eine kommunikative Interaktion mit den Zielgruppen ins Blickfeld der Truppe rückte, ergaben sich gewisse Ähnlichkeiten zur Heeresaufklärungstruppe, insbesondere zu den eingegliederten Feldnachrichtenkräften, deren Ziel ebenfalls die Bestimmung der Einstellung feindlicher Kombattanten oder ausländischer Zivilbevölkerung ist. Im Gegensatz zur Truppe für Operative Kommunikation versuchen die Feldnachrichtenkräfte jedoch nicht, das Verhalten oder die Einstellung der Zielgruppen zu steuern.

#### Truppenteile
Die Truppe für Operative Kommunikation weist heute nur noch einen Truppenteil auf:
|                                                                 | Bezeichnung                                    | Ort   | Verband                          | Bemerkung |
| --------------------------------------------------------------- | ---------------------------------------------- | ----- | -------------------------------- | --- |
| Internes Verbandsabzeichen Luftlandeunterstützungsbataillon 262 | Zentrum Operative Kommunikation der Bundeswehr | Mayen | Kommando Strategische Aufklärung | - angegliedert: Radio Andernach - In Masse Heeresuniformträger. Nur Heeresuniformträger bilden die Truppe für Operative Kommunikation. |

In den 1960er Jahren gab es die, jeweils den deutschen Korps unterstellten, PSK-Kompanien 181 in Borken, 281 in Ulm und 381 in Rengsdorf.
Später gab es nach einigen Umstrukturierungen in Andernach das PSV Btl 850 und in Clausthal-Zellerfeld das PSV Btl. 800 mit der PSV AKp (Ausbildungskompanie) 801. Bis 1986 bestand die PSV Schule in Euskirchen, es folgte die Verlegung nach Waldbröl.

##### Zielgruppenradio
Das Zielgruppenradio strahlt dagegen Programme in der jeweiligen Landessprache (z. B. im Rahmen des ISAF-Einsatzes in Afghanistan in Dari und Paschtu) aus. Ein deutscher Redakteur leitet direkt im Einsatzland afghanische Redakteure an. Die Produktion des Radios wird durch afghanische Redakteure sichergestellt. Somit können lokale, sprachliche und kulturelle Besonderheiten sehr gut berücksichtigt werden. Sie produzieren diverse Sendungen zu verschiedenen aktuellen Themen.
Des Weiteren verfügt OpKom über eigene Fernseh-Produktions- und Redaktionseinheiten. Die Beiträge werden fast alle im Einsatzland produziert und über die lokalen Sender im Einsatzland abgestrahlt. Vor Ort werden neben einem deutschen TV-Redakteur ebenfalls afghanische Redakteure eingesetzt, die sowohl für die Anmoderation, als auch für die Vertonung der Beiträge zuständig sind.
Alle von OpKom eingesetzten Redakteure werden entsprechend ausgebildet und verfügen über hohe Kompetenzen im jeweiligen Medienbereich.

##### Dezernat Einsatzkamera

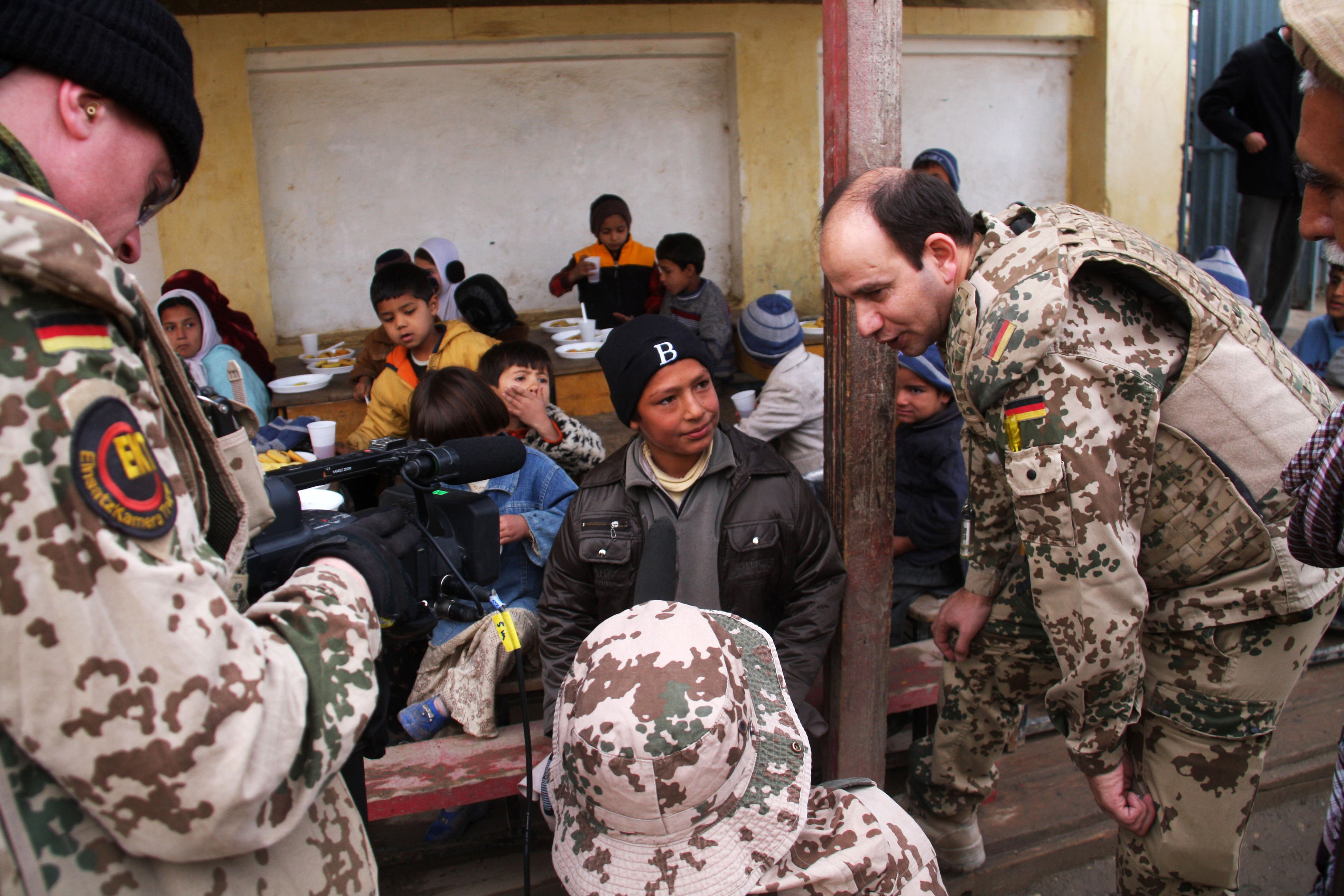
EKT-Soldat (links) filmt in einem Waisenhaus in Kunduz, Afghanistan 2009

Eine weitere Komponente, die die OpKom bereitstellt, ist das Dezernat Einsatzkamera. Dieses im ZOpInfo (Mayen) beheimatete Dezernat fasst bis zu sieben Einsatz-Kamera-Trupps (EKT) zusammen. Die EKT fliegen auf Wunsch des Bundesministeriums der Verteidigung oder im Auftrag des Einsatzführungskommando der Bundeswehr in die jeweiligen Einsatzländer und übertragen von dort ihre Videobeiträge oder Live-Berichterstattungen (auch mittels eigener SNG-Fahrzeuge) nach Deutschland.
Die EKT sollen eine bessere Lagebeurteilung und Einsatzdokumentation für die politische Leitung und militärische Führung ermöglichen. Die Einsatz-Kamera-Trupps können jedoch auch durch den jeweiligen deutschen Kontingentführer im Einsatzland für die Einsatzdokumentation im Auftrag des Einsatzkontingents eingesetzt werden.
Seit November 2008 produzieren die EKT in den Einsatzgebieten auch Videoclips, die im Rahmen der Presse- und Öffentlichkeitsarbeit der Bundeswehr auf der Homepage www.Bundeswehr.de regelmäßig veröffentlicht werden.
Jeder Einsatzkameratrupp besteht aus fünf Soldaten. Ein Stabsoffizier fungiert als Leiter des Trupps und arbeitet als Producer. Sein Redakteuroffizier ist für die journalistische Umsetzung der Produktionsaufträge verantwortlich. Zwei Videoproduktionsfeldwebel wirken als Kameramänner und Editoren an der Fertigung der Beiträge mit. Ein Satcomfeldwebel ist für die Übertragung der EKT-Produkte zuständig.
Die EKT sind mit modernster Broadcast-Technik (u. a. P2 und HDTV) ausgestattet.
Im Standort Mayen verfügt OpKom außerdem über ein branchenüblich ausgerüstetes und einsatzbereites Fernsehstudio (Sende und Aufzeichnungsformate: DVCPRO 50 und DigiBeta). Auch im Internet ist OpKom tätig.

##### Radio Andernach
Auch das Betreuungsradio der Bundeswehr (Radio Andernach) gehört zur OpKom-Truppe, obwohl Radio Andernach keine PSYOPS-Tätigkeiten wahrnimmt. Das Hörfunkprogramm von Radio Andernach richtet sich ausschließlich an die deutschen Soldaten im jeweiligen Auslandseinsatz und hat nichts mit dem OpKom-Radio, dem sogenannten Zielgruppenradio, zu tun. Besonders die Hörergrußsendung „Meet and Greet“ erfreut sich bei den deutschen Soldaten großer Beliebtheit. In dieser Sendung werden Grüße und Wünsche aus der Heimat in den Einsatz übertragen. Die Sendung wird am Vormittag live ausgestrahlt und am Abend wiederholt. Die Grüße der Angehörigen, Freunde und Bekannten können per Telefon, Internet oder Postkarte übermittelt werden. Das entsprechende Sendeteam bereitet die oftmals große Flut an Grüßen auf und stellt eine Sendung zusammen.

## Methoden und Konzepte
Die Truppe nutzt Methoden der Kommunikationswissenschaft, der Werbung und der Public Relations. Verwendet werden Massenmedien aller Art (Hörfunk, Fernsehen, Lautsprecheraufrufe, Handzettel, Plakate, Zeitungen, Give-aways, E-Mails, SMS, Gesprächsmedien usw.).
Zu den „traditionellen“ Methoden der Operativen Kommunikation gehören:
- Verteilen von Flugblättern und Informationsschriften, auch hinter feindlichen Linien durch Abwurf aus Flugzeugen, durch Ballone, sowie „Flugblattwerfer“; oftmals sind Flugblätter auch im Stil der jeweiligen Landeswährung gefertigt und auf den ersten Blick kaum von einem auf der Straße liegenden Geldschein zu unterscheiden
- Einsatz von Radio- sowie Fernsehsendungen und -spots
- Lautsprecherbeschallung
- Gesprächsführungen (Face-to-Face Communications)
- Einsatz von Magazinen und Tageszeitungen, die in der jeweiligen Landessprache gedruckt und verteilt werden, z. B. Stimme der Freiheit/Sada-e-Azadi in Afghanistan (ISAF, dreisprachig,  Erscheinungsweise: zweiwöchentlich), die Erwachsenenzeitschrift „Dritarja“ und die monatliche Jugendzeitschrift For you im Kosovo
- Veranstaltungen (Konzerte, Sponsoring von Veranstaltungen etc.)
- Verteilung von Spielzeug, Radios, Wasser etc.
- Erstellung von Internetseiten und -auftritten

### Beispiele
- Ein Beispiel (2006), bei dem die OpKom-Truppe im Rahmen der NATO Operation ISAF beteiligt ist, findet sich auf der Webseite Sada-E-Azadi.[3][4]
- In Bosnien-Herzegowina (BiH) wurde seitens OpKom eine Jugendzeitschrift namens MIRKO in mehreren Versionen erstellt und verteilt; die serbokroatische Version gab es in lateinischer wie in kyrillischer Schrift; zusätzlich kamen auch englische oder deutsche Versionen zum Einsatz, vornehmlich im Schulunterricht.
- Im Kosovo wurde zunächst eine Zeitschrift namens Ditet e Shprese (Tage der Hoffnung) entwickelt, die ab 2001 vom Nachfolgeprodukt Dritarja (Fenster, 16 S.) abgelöst wurde. Der an die albanische Zielgruppe gerichtete Dritarja entspricht dem Prozor für den serbokroatischen Teil der Bevölkerung. Ähnlich der Jugendzeitung MIRKO in BiH wird im Kosovo das Magazin FOR YOU (20 S.) publiziert. Die Zeitschriften werden wie bei OpKom-Produkten üblich unentgeltlich verteilt.

## Uniform
Wegen ihrer Herkunft aus der Fernmeldetruppe teilen sich die Fernmeldetruppe und die Truppe für Operative Kommunikation die zitronengelbe Waffenfarbe. Die Truppe für Operative Kommunikation besitzt ein eigenes Barettabzeichen. Im Kranz aus Eichenlaub stilisiert es einen sich durch zwei Schrägbalken durchschlängelnden Pfeil, der für den grenzüberschreitenden Informationsweg steht. Solange Soldaten der Truppe für Operative Kommunikation im Organisationsbereich Cyber- und Informationsraum eingesetzt sind, tragen sie das marineblaue Barett und das Barettabzeichen dieses Organisationsbereichs. Für Personal des Aufgabenbereichs für Operative Kommunikation wird nach mindestens sechsmonatiger fachbezogener Verwendung ein streitkräftgemeinsames Tätigkeitsabzeichen vergeben.

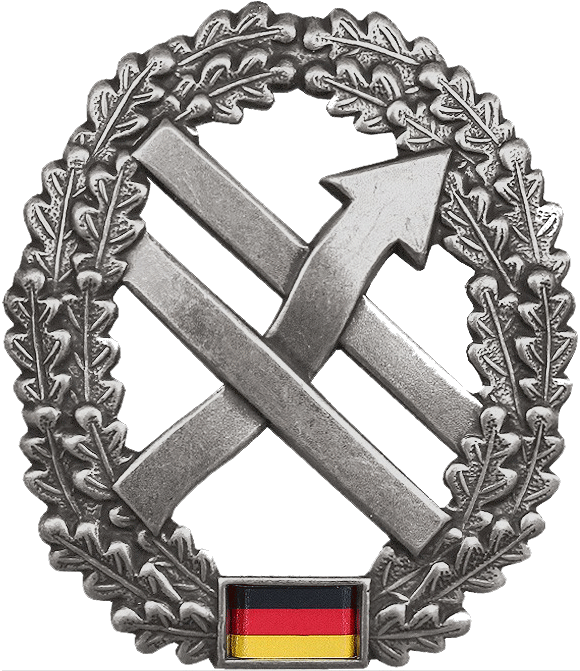
Barettabzeichen
Kragenspiegel
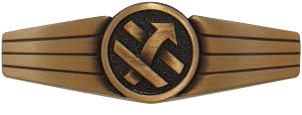
Tätigkeitsabzeichen „Personal des Aufgabenbereichs für Operative Kommunikation“